# Pupelica
Pupelica falu Horvátországban Belovár-Bilogora megyében. Közigazgatásilag Šandrovachoz tartozik.

## Fekvése
Belovár központjától légvonalban 15, közúton 22 km-re keletre, községközpontjától 3 km-re délre, a Bilo-hegység déli lejtőin, az azonos nevű patak partján fekszik.

## Története
A falu területe a 17. századtól népesült be, amikor a török által elpusztított, kihalt területre folyamatosan telepítették be a keresztény lakosságot. 1774-ben az első katonai felmérés térképén „Dorf Pupelicza” néven találjuk. A település katonai közigazgatás idején a szentgyörgyvári ezredhez tartozott.
Lipszky János 1808-ban Budán kiadott repertóriumában „Pupelicza” néven szerepel. Nagy Lajos 1829-ben kiadott művében „Pupelicza” néven 80 házzal, 42 katolikus és 384 ortodox vallású lakossal találjuk.
A katonai közigazgatás megszüntetése után Magyar Királyságon belül Horvát–Szlavónország részeként, Belovár-Kőrös vármegye Belovári járásának része volt. 1857-ben 205, 1910-ben 452 lakosa volt. Az 1910-es népszámlálás szerint a falu lakosságának 44%-a horvát, 30%-a magyar, 26%-a szerb anyanyelvű volt. 1918-ban az új Szerb-Horvát-Szlovén Állam, majd később Jugoszlávia része lett. 1941 és 1945 között a németbarát Független Horvát Államhoz, majd a háború után a szocialista Jugoszláviához tartozott. 1991-től a független Horvátország része. 1991-ben lakosságának 71%-a horvát, 23%-a szerb, 7%-a magyar nemzetiségű volt. 2011-ben 171 lakosa volt, akik főként mezőgazdasággal foglalkoztak.

## Lakossága
| Lakosság változása | Lakosság változása | Lakosság változása | Lakosság változása | Lakosság változása | Lakosság változása | Lakosság változása | Lakosság változása | Lakosság változása | Lakosság változása | Lakosság változása | Lakosság változása | Lakosság változása | Lakosság változása | Lakosság változása | Lakosság változása |
| ------------------ | ------------------ | ------------------ | ------------------ | ------------------ | ------------------ | ------------------ | ------------------ | ------------------ | ------------------ | ------------------ | ------------------ | ------------------ | ------------------ | ------------------ | ------------------ |
| 1857               | 1869               | 1880               | 1890               | 1900               | 1910               | 1921               | 1931               | 1948               | 1953               | 1961               | 1971               | 1981               | 1991               | 2001               | 2011               |
| 205                | 276                | 272                | 400                | 442                | 452                | 474                | 469                | 445                | 425                | 380                | 296                | 262                | 241                | 208                | 171                |

## Egyesületek
Az önkéntes tűzoltó egyesületet 1954-ben, a szőlő- és gyümölcstermesztők egyesületét 2000-ben alapították.